# 石隆门县
石隆门县是砂拉越古晋省下辖的其中一个县，县城是石隆门。石隆门县总面积884.4平方公里，人口约54000人（2010年人口普查）。
石隆门县人口最多的族群是比達友族，占县里的人口将近70%，约3.7万人。华人则是第二多族群，相对下人口较少，约9千多人。县民多数从事农业，种植油棕、可可、橡胶、胡椒、稻谷及咖啡。

县里除了有两座比较著名的洞穴：仙洞（Fairy Cave）及风洞（Wind Cave），还有位于仙洞及西里京市集附近的保灵山。
石隆门县在1931年7月17日正式成立，县城是石隆门镇。石隆门县的第一任县长是达克先生（W.S.B. Duck），沿至如今已有30多位县长。

## 历史

石隆门县地图

石隆门县地图

早在19世纪初，便有华人从西加里曼丹来到了石隆门县地区。这批华人因为组织内部失和及遭到荷兰殖民政府的攻击，所以才逃到了石隆门。这批华人在他们的“大哥”刘善邦领导下，从三发（Sambas）经双空及文杜乃，越界到石隆门县边陲的的一个小镇新山（Pankalan Tebong）。他们落脚后便向当时的文莱政府付了租金，随后就开始在当地进行开采金矿。

由于前来投靠的华工人数日增，而金沙的产量有限，所以不久后他们便迁移到石隆门镇附近的帽山，成立了十二公司，民间则流传称为大公司。义兴公司后来也称为十二公司。之后，义兴公司除了在帽山建设矿场，也在石隆门（Bau）、大段（Taiton）、燕窝山（Jambusan）、武梭（Buso）、砂南坡（Paku）和北历（Bidi）设有矿场，而总部设在石隆门的帽山（Mau San）。像兰芳共和国那样，其公司也自定法制和货币，形成了一个人口约有4千人的“共和国”。
1841年，英国人詹姆士·布魯克正式在现今砂拉越古晋成立了布魯克王朝，石隆門也自然归属于布洛克统治下。这时的十二公司还是自治制度及以进贡的方式缴付金钱给詹姆士·布洛克。而其公司在石隆门声势浩大，使到当时的白人拉者感到这威胁了他在砂拉越的政权。从而多次的施压和制约于石隆门的华工。因此这导致了在1857年2月18日元宵夜，刘善邦和王甲带领约600名全副武裝的十二公司华工攻打古晋。华工虽在这战役打败了詹姆士布洛克，但他并没有死反而逃跑了。后来，詹姆士又带着军队到石隆門攻打华工公司。华工节节败退，最后全军覆没，帽山也被摧毁了。
在1898年，有一家英国资助的慕娘公司（Borneo Co. Ltd.）来到了石隆门县大规模的开采金矿。当时慕娘公司人数可达3000人，而且使用技术很先进的精化法来提炼黄金，每周可生产十余个重50磅金砖。在短短的二十年，慕娘公司总计生产了983,255两黄金。二十世纪20年代，慕娘公司停办后石隆门县的淘金业也进入了小生产的时代。。

## 大事件
除了150年前的华工抗议事件，其实近代石隆门也曾发生一宗令人心酸的意外。石隆门的碧湖有200子深，是以前开采金矿遗下的大洞被雨水填满所形成。1979年6月7日，一个风和日丽的下午，一辆挤着67名师生的巴士经济碧湖旁突然失控，整辆巴士堕入湖中，瞬间夺走二十九名学生和一名女老师的宝贵性命。附近居民虽即时施以援手，但还是无法救起遇溺师生石隆门社区领袖李思兴忆述，当时30具尸体从湖里打捞上来，排列地上让家属认领，家属们悲痛的哭喊声令旁人也禁不住同声一哭。事後，石隆门传出一个关於意外的说法，但至今仍无从考证是否属实。1978年，一宗派的基督徒到当地进行短期宣教，期间曾破坏当地人家中的神像，并把所有神像抛入碧湖。隔年即发生这宗惨剧，不少人都将这宗意外怪罪在那些信徒身上，认为是信徒对神明不敬才酿祸。
不过，经过多年的光荫洗涤，石隆门许多人已不再流传这个说法，仅记得当年的学巴坠户酿死的惨剧。

## 人口分布
2010年石隆门县人口为54,246人。
| 2010年石隆门县族群比例 | 2010年石隆门县族群比例 | 2010年石隆门县族群比例 | 2010年石隆门县族群比例 | 2010年石隆门县族群比例 |
| ---------------------- | ---------------------- | ---------------------- | ---------------------- | ---------------------- |
| 族群 / 国籍            | 族群 / 国籍            |                        | 百分比                 | 百分比                 |
| 马来人                 | 马来人                 |                        | 7.72%                  | 7.72%                  |
| 伊班人                 | 伊班人                 |                        | 2.58%                  | 2.58%                  |
| 比达友人               | 比达友人               |                        | 68.81%                 | 68.81%                 |
| 马兰诺人               | 马兰诺人               |                        | 0.17%                  | 0.17%                  |
| 其它土著               | 其它土著               |                        | 0.7%                   | 0.7%                   |
| 华人                   | 华人                   |                        | 17.41%                 | 17.41%                 |
| 印度人                 | 印度人                 |                        | 0.24%                  | 0.24%                  |
| 其他                   | 其他                   |                        | 0.16%                  | 0.16%                  |
| 非马来西亚公民         | 非马来西亚公民         |                        | 2.2%                   | 2.2%                   |

| 族群               | 2010  | 2010    |
| 族群               | 人口  | 百分比  |
| ------------------ | ----- | ------- |
| 马来人             | 4187  | 7.72%   |
| 伊班人             | 1402  | 2.58%   |
| 比达友人           | 37328 | 68.81%  |
| 马兰诺人           | 91    | 0.17%   |
| 其他土著           | 380   | 0.7%    |
| 华人               | 9443  | 17.41%  |
| 印度人             | 132   | 0.24%   |
| 其他               | 89    | 0.16%   |
| 马来西亚公民总数   | 53052 | 97.8%   |
| 非马来西亚公民总数 | 1194  | 2.2%    |
| 总数               | 54246 | 100.00% |